# 지토 (가수)
지토(Zito, 본명: 이한노, 1981년 10월 28일 ~ )는 대한민국의 래퍼이다. 과거 브라운 후드의 멤버였으며, 또 다양한 프로젝트 팀으로 활동하였다. 레이블은 없으며, 78 블락스와 라스트 포엣츠 애비뉴 등의 크루에 속해있다. 현재는 소울다이브의 멤버로써 활동하고 있다. 2013년까지 스탠다트 소속이었다.

## 학력
- 중앙대학교 연극학과

## 바이오그래피

### 데뷔부터 브라운후드
지토(본명: 이한노) 1981년 10월 28일 대한민국 서울특별시에서 태어난 지토는 힙합에 빠져들게 되었다. 그러던 중 중학교, 고등학교 동창인 디테오와 고등학교 때 한국의 언더그라운드 씬의 존재를 알게 되었고, 이후 PC통신의 흑인 음악 동호회에 가입, 거기서 마음 맞는 이들과 MWC (Most Wanted)라는 팀을 결성해 2001년 클럽 슬러거에서 데뷔를 하였다. 이 팀은 곧 멤버들의 군입대 문제로 해체되었고, 지토, 디테오는 대학 입시를 위해서 잠시 활동을 쉬었다. 대학 진학 후 지토는 디테오와 DJ 진, DJ TAI 이렇게 4명이 뭉쳐 POP라는 팀을 만들었고, 이 시기에 클럽 정글에서 공연하면서 알게 된 mo'REAL의 첫 번째 EP에 "한노"라는 이름으로 참여하여 자신의 목소리를 처음 남겼다. 이후 멤버 재정비를 거쳐 POP는 브라운 후드로 발전하였다.

### 짧은 솔로 활동, 그리고 소울다이브
지토와 디테오 입대한 관계로 주역이 되어 브라운 후드를 이끌던 그는, 잠시 2nd Round 크루에 들어갔었으나 음악적 견해차 때문에 크루에서 나오게 되었다. 그리고 이후 제대한 지토는 디테오와 DJ 진, 합류하여 브라운 후드로써의 활동을 더욱 열심히 하였다. 브라운 후드는 2008년 1월에 해체하게 되고, 이즈음해서 지토, 디테오는 Minos, Kebee 앨범의 피쳐링 참여 등을 비롯하여 여러 프로젝트를 준비하고 활동하게 되었다.

### 소울다이브
2009년 힙플라디오 방송 Chocolate Sounds를 통해 넋업산, 디테오, 지토와 함께 소울다이브라는 팀을 조직했음을 발표되었으며, 넋업사니는 이 팀이 프로젝트 팀이 아니라 죽을 때까지 할 팀일 것이라고 말하였다. 더불어 다음날 소울다이브의 첫 발표물은 8~9월 중순에 나타날 것이라는 기사가 올라왔다. 소울다이브의 앨범은 9월에 나왔다. 이후 소울다이브의 활동은 꾸준히 이어졌다.
2013년 6월에는 두 번째 시즌으로 방영되는 힙합 오디션 프로그램 《SHOW ME THE MONEY》에 Soul Dive 멤버로써 MC 메타 크루의 일원으로 심사위원의 자격으로 참여했다.

## 프로젝트

### D&Z
D&Z는 그가 Dok2와 함께 이룬 프로젝트 그룹이다. Dok2와의 인연은 78 Blocks 크루에서부터 시작되었으며, 그의 프로젝트 그룹 중 가장 처음으로 발표되기도 하였다. 현재까지는 로닌이란 의류 브랜드를 위한 노래를 작업한 것이 전부이며, 2006년에 믹스테입을 작업하였으나 작업이 중단, 2008년 5월 힙합플레이야와의 인터뷰를 통해 나오지 않을 가능성이 더 높다고 밝혔다. 디스전을 고려해볼 때 이 팀은 해체한 것으로 생각된다.

### Sound Maker
Sound Maker는 그가 Beatbox DG와 함께 하는 프로젝트 그룹이다. 아직까지 드러나는 활동은 없으며, Kebee 2집 공연에 게스트로 선 적이 있다. 디스전을 고려해볼 때 이 팀은 해체한 것으로 생각된다.

### Project Z
Project Z는 Zito가 Homeboy Show의 진취와 함께 결성한 프로젝트 그룹이다. 힙합플레이야 공연을 통해 첫 모습을 드러냈으며, 2008년 4월 첫 앨범 Project Z를 발표하였다.

## 이름
- Zito는 이름은 미국 생활 때 좋아했던 햄버거 가게 Zito's Phillys Burger에서 따온 것이라고 한다. 그 외에도 투수 Barry Zito나 드래곤볼의 베지터 등 자신이 좋아하는 사람의 이름을 반영한 것이기도 하다고 한다.

## 같이 보기
- 소울다이브
- 브라운 후드